# Rantau Panjang Kanan
Rantau Panjang Kanan is een bestuurslaag in het regentschap Rokan Hilir van de provincie Riau, Indonesië. Rantau Panjang Kanan telt 1162 inwoners (volkstelling 2010).